# Чечевица Эдвардса
Чечевица Эдвардса (лат. Carpodacus edwardsii) — вид птиц из семейства вьюрковых. Выделяют два подвида.

## Описание
Хвост слегка раздвоен.

### Описание самца
У самца тёмная верхняя часть тела. Тёмно-бордовый цвет на груди и боках контрастирует с розовым горлом и брюшком.

### Описание самки
У самки коричнево-бежевый верх.

## Образ жизни
Птица встречается в высокогорных кустарниках и открытых лесах, предпочтительно в месте расположения рододендронов, на высоте от 3050 до 4240 метров. Представители данного вида питаются, в основном, семенами, например, травы и шиповника, а также фруктами.

## Название
Видовое название дано в честь французского зоолога Анри Мильн-Эдвардса.